# چاووش
چاووش‌ یا چاوش برگرفته از واژه ترکی چاو و به معنی اعلان، خطاب، نقیب، پیش‌رو لشکر یا کاروان، نگهبان و مراقب سپاهیان، راهنما و کسی که کاروانیان را به حرکت و جنگ‌جویان را به جنگ تشجیع می‌کند. چاووش‌ها صفوف لشکر را در جنگ منظم می‌کرده‌اند و شمارهٔ افراد لشکر و هویت و وظیفهٔ یکایک آنان را می‌دانسته‌اند.
چاووش و چاووشی، شغلی بوده‌است در تشکیلات دولت ترکان عثمانی که بعدها این واژه در زبان فارسی وارد شده‌است.
چاووش‌خوانان در ایران قدیم یه کسانی گفته می‌شد که چوب به دست در محل گذر پادشاهان پیشاپیش حرکت کرده و مردم را از عبور شاه آگاه می‌کرده‌اند.
در ایران قدیم به افرادی که برای چاووش‌خوانی یا اعلام چاووش در خدمت شاهان بودند چاووش‌باشی گفته می‌شد.